# 亞洲光學
亞洲光學股份有限公司（Asia Optical Co. Inc.），台灣光學、光電設備製造商。是台灣主要的數位相機、鏡頭、鏡片、望遠鏡、雷射測距儀等光學光電產品 ODM/OEM 製造商。

## 歷史
1981年，賴以仁在位於臺中縣潭子鄉的臺中加工出口區成立亞洲光學。起初製作相機鏡片與望遠鏡，之後也生產數位相機、光學設備鏡頭、雷射測距儀等多種光學、光電元件。
2000年亞洲光學股票上櫃，2002年在臺灣證券交易所上市。

## 外部連結
- 亞洲光學網站 （页面存档备份，存于）